# WTA International Tournaments 2010
Los WTA International Tournaments son una serie de 31 torneos de tenis femenino que forman parte del calendario de la WTA. Los torneos de esta serie constituyen la tercera y menor categoría dentro de los torneos WTA, por detrás de los WTA Premier Tournaments. Es una categoría creada a partir de la temporada 2009, ya que hasta la temporada 2008 eran torneos denominados Tier III y Tier IV.
Las 10 mejores clasificadas del Ranking (más 2 wild-card), que hayan ganado al menos un torneo de esta serie, disputará el WTA International Championships 2010 en Bali del 2 al 8 de noviembre.

## Torneos
Para el calendario 2010, la lista de International Tournaments es la siguiente:
| Torneo            | Fechas                  | Superficie    | Ganadora                  |
| ----------------- | ----------------------- | ------------- | ------------------------- |
| Brisbane          | 4-10 de enero           | Dura          | Kim Clijsters             |
| Auckland          | 4-10 de enero           | Dura          | Yanina Wickmayer          |
| Hobart            | 10-15 de enero          | Dura          | Alona Bondarenko          |
| Pattaya City      | 8-14 de febrero         | Dura          | Vera Zvonareva            |
| Memphis           | 15-20 de febrero        | Dura-Indoor   | María Sharápova           |
| Bogotá            | 15-22 de febrero        | Tierra batida | Mariana Duque             |
| Acapulco          | 22-27 de febrero        | Tierra batida | Venus Williams            |
| Kuala Lumpur      | 22-27 de febrero        | Dura          | Alisa Kleybanova          |
| Monterrey         | 1-7 de marzo            | Dura          | Anastasiya Pavliuchenkova |
| Ponte Vedra Beach | 5-11 de abril           | Tierra batida | Caroline Wozniacki        |
| Marbella          | 5-11 de abril           | Tierra batida | Flavia Pennetta           |
| Barcelona         | 12-18 de abril          | Tierra batida | Francesca Schiavone       |
| Fes               | 26 de abril-1 de mayo   | Tierra batida | Iveta Benesova            |
| Estoril           | 3-8 de mayo             | Tierra batida | Anastasija Sevastova      |
| Estrasburgo       | 17-22 de mayo           | Tierra batida | María Sharápova           |
| Birmingham        | 7-13 de junio           | Hierba        | Na Li                     |
| 's-Hertogenbosch  | 13-19 de junio          | Hierba        | Justine Henin             |
| Budapest          | 5-11 de julio           | Tierra batida | Agnes Szavay              |
| Bastad            | 5-11 de julio           | Tierra batida | Aravane Rezai             |
| Palermo           | 12-18 de julio          | Tierra batida | Kaia Kanepi               |
| Praga             | 12-18 de julio          | Tierra batida | Agnes Szavay              |
| Portoroz          | 19-25 de julio          | Dura          | Anna Chakvetadze          |
| Bad Gastein       | 19-25 de julio          | Tierra batida | Julia Görges              |
| Estambul          | 26 de julio-1 de agosto | Tierra batida | Anastasiya Pavliuchenkova |
| Copenhague        | 2-8 de agosto           | Dura-Indoor   | Caroline Wozniacki        |
| Quebec            | 13-19 de septiembre     | Dura-Indoor   | Tamira Paszek             |
| Guangzhou         | 13-19 de septiembre     | Dura          | Jarmila Groth             |
| Seúl              | 20-26 de septiembre     | Dura          | Alisa Kleybanova          |
| Tashkent          | 20-26 de septiembre     | Dura          | Alla Kudryavtseva         |
| Linz              | 11-17 de octubre        | Dura-Indoor   | Ana Ivanovic              |
| Osaka             | 11-17 de octubre        | Dura          | Tamarine Tanasugarn       |
| Luxemburgo        | 18-24 de octubre        | Dura-Indoor   | Roberta Vinci             |

- Datos: Q9095384